# Francesco Sgalambro

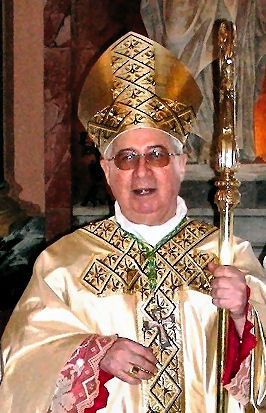
Francesco Sgalambro

Francesco Sgalambro (Lentini, 16 de abril de 1934 – Messina, 11 de agosto de 2016) foi um bispo católico romano.
Ordenado sacerdote em 1957, Sgalambo serviu como bispo auxiliar de 1986 a 2000 e depois serviu como bispo da Diocese Católica Romana de Cefalú de 2000 a 2009.